# Johann Rudolf Adams
Johann Rudolf Adams (* 20. Juni 1820 in Düsseldorf; † 22. Januar 1908 in Königsberg, Ostpreußen) war ein deutscher Porträtmaler und Journalist.

## Leben
Adams besuchte 1830 die „Sonntagsklasse in freier Handzeichnung“ der Kunstakademie Düsseldorf. Zum Kunststudium schrieb er sich am 8. November 1839 an der Königlichen Akademie der Bildenden Künste in München ein und studierte bis 1841 bei Peter von Cornelius. Er unternahm Reisen in Italien, Frankreich und Belgien. Als Porträtmaler war er insbesondere in Köln (1847/1848), Stuttgart und Hamburg tätig. 1855 zog er nach Berlin, wo er 1859 mit einem vielbeachteten Schiller-Bildnis auf einer Ausstellung eine Goldmedaille errang.

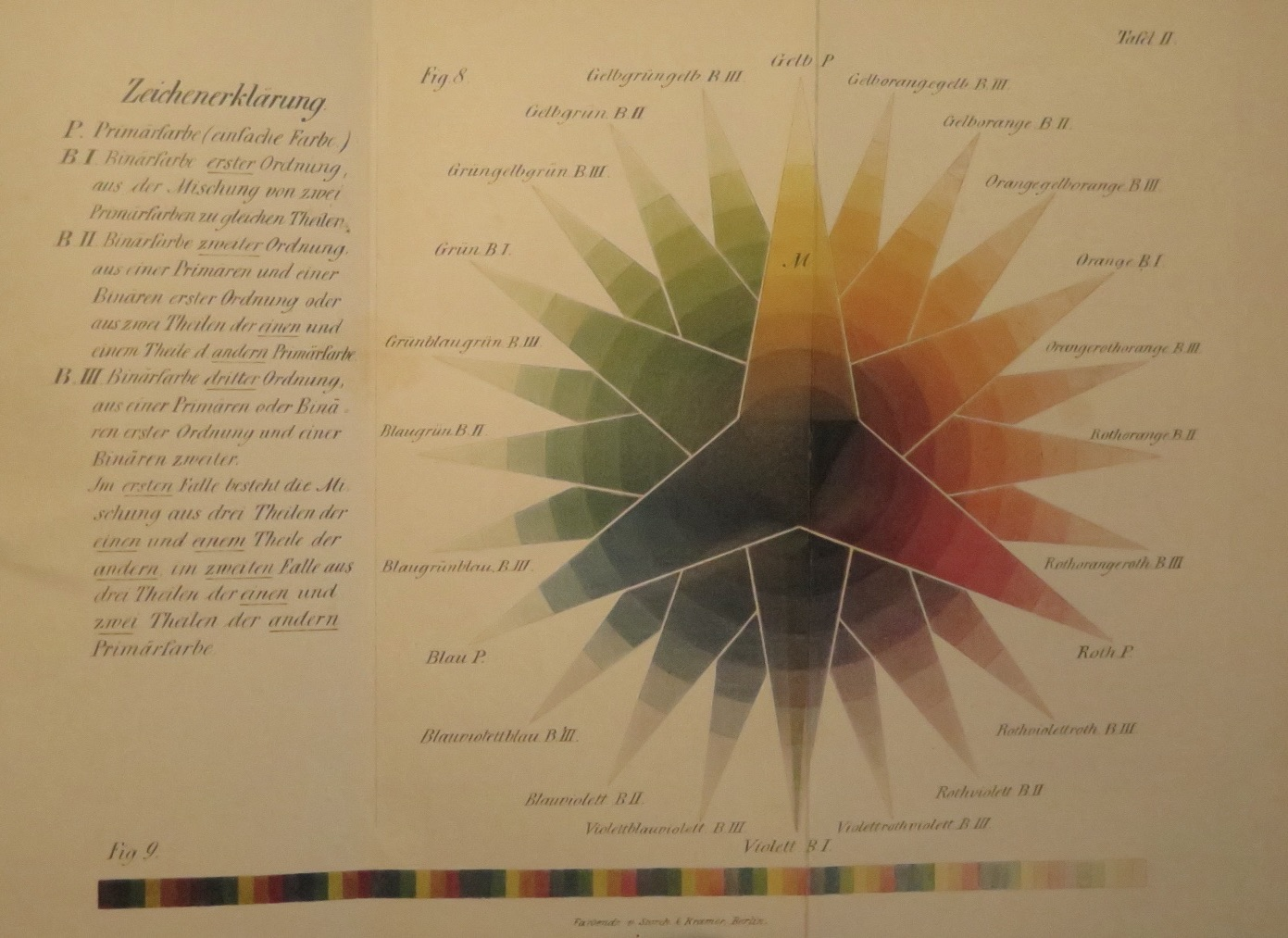
Adams’ Farbstern

In den 1860er Jahren veröffentlichte er eine Reihe von Schriften über die Farbenlehre. Darin war er der erste, der ein simplifiziertes, zweidimensionales Ordnungssystem erdachte. Er führte Goethes Farbenlehre weiter und entwickelte aus dem 24-teiligen Buntart-Kreis seinen Farbstern, in dem auch systematische Verweißlichungs- und Verschwärzlichungsstufen dargestellt werden. Es entstand daraus das „Chromato-Akkordeon“, mit dessen Hilfe Farbharmonien zu finden sind. Er unterschied zwischen dissonanten und konsonanten Farbklängen und ist als der Erfinder des Farbsterns anzusehen.
Danach schlug er eine journalistische Laufbahn ein. Nach dem Deutsch-Dänischen Krieg beschäftigte er sich mit dem Flottenbauplan der Preußischen Marine. Ab 1866 wirkte er als Redakteur der Staatsbürger-Zeitung, dann bei Zeitungen in Altona und Barmen, von 1879 bis 1891 in Königsberg.

## Schriften
- Die Farben-Harmonie in ihrer Anwendung auf die Damentoilette. Leipzig 1862.
- Lehrbuch der Farbenharmonie. Anleitung zum Gebrauch der drei einfachen Hauptfarben Rot, Gelb, Blau. Berlin 1865.
- Theorie der Farbenharmonie und Farbengebung. Ein Lehr- und Handbuch für Maler und alle Diejenigen, welche sich im Gebiete der Farben zu bewegen haben. 2 Bände, Berlin 1865.
- Adams’ Chromato-Akkordeon. Apparat zur Bestimmung von harmonischen Farben-Zusammenstellungen in jeder Zahl von Farben und von jedem Charakter. Berlin 1866 (Google Books).